# Ahtziri Sandoval
Ahtziri Sandoval (Guadalajara, Jalisco, 6 de octubre de 1996) es una gimnasta artística mexicana, que debutó en los Juegos Olímpicos de París 2024 en la prueba de barras paralelas y en la competencia all round.

## Trayectoria deportiva
La atleta olímpica comenzó a practicar gimnasia cuando tenía 5 años de edad y al cumplir dieciocho años participó en su primer mundial.
En 2018, sufrió daños en los ligamentos y huesos de su pie derecho, lo que la obligó a retirarse de los Campeonatos Mundiales y desistir de Juegos Olímpicos de Tokio 2020.

La gimnasta declaró que la mente es lo que se debe trabajar más ante escenarios como los Juegos Olímpicos, ya que es influye más que el físico:
El escenario no es tanto como yo lo pensé, es lindo e impone, pero mi cabeza me impuso más que el escenario. Trabajar más en los nervios y la confianza, la parte mental que es como un 60 o 70 por ciento en esta clase de escenarios, es más importante que lo físico.

## Palmarés
| Año  | Lugar                  | Medalla           | Disciplina         | Competición                                           |
| ---- | ---------------------- | ----------------- | ------------------ | ----------------------------------------------------- |
| 2024 | Doha, Catar            | 10° lugar         | Barras asimétricas | Copa Mundial de Gimnasia Artística                    |
| 2023 | Amberes, Bélgica       | 27° lugar         | Barras asimétricas | Mundial de Gimnasia Artística 2023                    |
| 2023 | Santiago de Chile      | 4° lugar          | Salto              | Juegos Panamericanos Santiago 2023                    |
| 2023 | El Salvador            | Medalla de oro    | Equipo             | Juegos Centroamericanos y del Caribe                  |
| 2023 | El Salvador            | Medalla de bronce | Bóveda             | Juegos Centroamericanos y del Caribe                  |
| 2023 | Medellín, Colombia     |                   | Equipo             |                                                       |
| 2022 | Río de Janeiro, Brasil |                   | Bóveda             |                                                       |
| 2018 | Barranquilla, Colombia | Medalla de oro    | Equipo             | Juegos Centroamericanos y del Caribe 2018             |
| 2018 | Barranquilla, Colombia | Medalla de oro    | Barras asimétricas | Juegos Centroamericanos y del Caribe 2018             |
| 2017 | Lima, Perú             | Medalla de oro    | Bóveda             | Campeonato Panamericano de Gimnasia Artística de 2017 |
| 2017 | Lima, Perú             | Medalla de oro    | Barras asimétricas | Campeonato Panamericano de Gimnasia Artística de 2017 |
| 2014 | Mississauga            |                   | Equipo             |                                                       |
| 2014 | Mississauga            |                   | Barras asimétricas |                                                       |

## Premios y reconocimientos
- Es considerada como una de las gimnastas más destacadas de México.[10][11]